# San Ernesto
San Ernesto é uma junta de governo da província de Entre Ríos, na Argentina.